# Oxford (Wisconsin)
Pour les articles homonymes, voir Oxford.
Oxford est un village du comté de Marquette, dans l'État du Wisconsin, aux États-Unis. En 2020, il comptait une population de 930 habitants.